# Ruy Gomide
Ruy Gomide de Oliveira (Conquista, 12 de abril de 1918 – Analândia, 19 de junho de 1968) foi um futebolista brasileiro que atuava como ponta-esquerda.
É o autor do primeiro gol olímpico da historia do Santos Futebol Clube, clube do qual é o 24º maior artilheiro, com 98 gols.

## Carreira
Foi contratado pelo Santos em novembro de 1937, junto a Ponte Preta, onde foi bi-campeão campineiro.
Em 6 de novembro de 1938, em um amistoso na Vila Belmiro contra o Corinthians, marcou o primeiro gol olímpico da historia do Santos.
Em 1941, foi Campeão Brasileiro de Seleções Estaduais, atuando pela Seleção Paulista.
Em uma partida diante do Ypiranga em 1945, enquanto o goleiro Joel era atendido por contusão, Ruy chegou a atuar como goleiro.
Atuou pelo Peixe até 1947, participando de 221 jogos e marcando 98 gols, o que lhe faz o 24º maior artilheiro do clube. Dos 98 gols, 67 foram marcados na Vila Belmiro e 53 foram feitos em Campeonatos Paulistas.
Ruy Gomide faleceu aos 50 anos em um acidente automobilístico em Analândia/SP.